# Une avalanche de conséquences
Une avalanche de conséquences (titre original : A Banquet of Consequences) est un roman policier d'Elizabeth George paru en 2015
La traduction française, signée Isabelle Chapman, paraît aux Presses de la Cité en 2016.
L'action du roman se situe principalement à Londres, dans le Dorset et à Cambridge. William Goldacre, un jeune paysagiste qui souffre de troubles comportementaux, organise une escapade au bord de la mer pour tenter de reconquérir Lily, sa fiancée. Tout se déroulant au mieux, Lily envisage de reprendre leur vie commune mais sous ses yeux, contre toute attente, Will se jette du haut d'une falaise. Plus de deux ans après le drame, la mère de Will voit mourir son employeuse, la militante féministe Clare Abbott, dans des circonstances douteuses. Et voilà que Rory, l'éditrice et amie de Clare, est  victime d'un étrange malaise.

## Principaux personnages
- Les défunts
  - William Goldacre (suicide ? meurtre ?)
  - Clare Abbott

- Enquêteurs et alliés
  - Thomas (« Tommy ») Lynley : inspecteur à Scotland Yard.
  - Barbara Havers : sergent à Scotland Yard.
  - Winston Nkata : constable à Scotland Yard.